# Calliope Records
Calliope Records je francouzská gramofonová společnost původně sídlící v Compiègne.

## Historie
Vydavatelství bylo založeno v roce 1972 Jacquesem Le Calvé, majitelem obchodu s gramofonovými deskami, za podpory producenta firmy Erato Records Michela Garcina. Původně bylo zaměřeno na nahrávky varhanní hudby.
Jacques Le Calvé odešel z labelu v roce 2010.
V roce 2011 label koupil Indésens Records, nezávislý francouzský label založený v roce 2006 Benoitem d'Hau a začal znovu vydávat jak reedice, tak nové nahrávky pod značkou Calliope. Mezi umělce, nahrávající u této společnosti patří André Isoir, André Navarra, Henri Druart, Louis Thiry, Jacques Herbillon, Jan Talich i Talichovo kvarteto.